# Tregaron
Tregaron – miasto w środkowej Walii, w hrabstwie Ceredigion, położone nad rzeką Brenig, dopływem Teifi. Zgodnie ze spisem z 2001, liczba mieszkańców Tregaron wynosiła 1183, z czego 68,8% płynnie mówiło po walijsku.
W mieście znajduje się kościół oraz XIII-wieczny Talbot Hotel.